# Park Place
Park Place  è una serie televisiva statunitense in 4 episodi trasmessi per la prima volta nel corso di una sola stagione nel 1981. Ai quattro episodi va aggiunto un episodio pilota trasmesso il 7 aprile 1980. Fu cancellata dopo soli quattro episodi trasmessi sulla CBC nell'aprile del 1980.
È una sitcom giudiziaria sullo stile di Ally McBeal incentrata sulle vicende professionali di un gruppo di giovani avvocati di uno studio legale di Manhattan.

## Personaggi e interpreti
- Howie Beech (4 episodi, 1981), interpretato da Don Calfa.
- Jeff O'Neil (4 episodi, 1981), interpretato da David Clennon.
- David Ross (4 episodi, 1981), interpretato da Harold Gould.
- Jo Keene (4 episodi, 1981), interpretato da Mary Elaine Monti.
- Mac MacRae (4 episodi, 1981), interpretato da Lionel Mark Smith.
- Brad Lincoln (4 episodi, 1981), interpretato da James Widdoes.
- Frances Heine, la segretaria (4 episodi, 1981), interpretato da Alice Drummond.
- Ernie Rice, il receptionist (4 episodi, 1981), interpretato da Cal Gibson.

### Guest star
Tra le guest star: Phil Leeds, George Pentecost, Helen Verbit, John Randolph, Kenneth Tigar, Richard Libertini, Olivia Barash, Florence Stanley.

## Produzione
La serie, ideata da Reinhold Weege, fu prodotta da Starry Night Productions e Warner Bros. Television. Tra i registi è accreditato Peter Bonerz (3 episodi, 1980-1981). Tra gli sceneggiatori Reinhold Weege. 

## Distribuzione
La serie fu trasmessa negli Stati Uniti dal 7 aprile 1980 (pilot) e dal 9 aprile 1981 (1º episodio) al 30 aprile 1981 sulla rete televisiva CBS. In Italia è stata trasmessa con il titolo Park Place.

## Episodi
| Stagione       | Episodi | Prima TV USA |
| -------------- | ------- | ------------ |
| Prima stagione | 4       | 1981         |